# Semiothisa apataria
Semiothisa apataria är en fjärilsart som beskrevs av Swinhoe 1893. Semiothisa apataria ingår i släktet Semiothisa och familjen mätare. Inga underarter finns listade i Catalogue of Life.